# Rocquigny (Ardenes)
Rocquigny és un municipi francès situat al departament de les Ardenes i a la regió del Gran Est. L'any 2007 tenia 760 habitants.

## Demografia

### Població
El 2007 la població de fet de Rocquigny era de 760 persones. Hi havia 316 famílies de les quals 93 eren unipersonals (24 homes vivint sols i 69 dones vivint soles), 118 parelles sense fills, 77 parelles amb fills i 28 famílies monoparentals amb fills.
La població ha evolucionat segons el següent gràfic:
Habitants censats

### Habitatges
El 2007 hi havia 424 habitatges, 319 eren l'habitatge principal de la família, 64 eren segones residències i 41 estaven desocupats. 412 eren cases i 7 eren apartaments. Dels 319 habitatges principals, 249 estaven ocupats pels seus propietaris, 60 estaven llogats i ocupats pels llogaters i 10 estaven cedits a títol gratuït; 3 tenien una cambra, 9 en tenien dues, 45 en tenien tres, 99 en tenien quatre i 164 en tenien cinc o més. 212 habitatges disposaven pel capbaix d'una plaça de pàrquing. A 160 habitatges hi havia un automòbil i a 101 n'hi havia dos o més.

### Piràmide de població
La piràmide de població per edats i sexe el 2009 era:
| Homes | Edats   | Dones |
| ----- | ------- | ----- |
| 0     | 95 o +  | 4     |
| 0     | 90 a 94 | 4     |
| 0     | 85 a 89 | 4     |
| 4     | 80 a 84 | 4     |
| 20    | 75 a 79 | 32    |
| 16    | 70 a 74 | 16    |
| 12    | 65 a 69 | 16    |
| 20    | 60 a 64 | 16    |
| 28    | 55 a 59 | 16    |
| 44    | 50 a 54 | 40    |
| 20    | 45 a 49 | 32    |
| 36    | 40 a 44 | 28    |
| 8     | 35 a 39 | 20    |
| 28    | 30 a 34 | 24    |
| 16    | 25 a 29 | 16    |
| 24    | 20 a 24 | 8     |
| 16    | 15 a 19 | 20    |
| 24    | 10 a 14 | 16    |
| 44    | 5 a 9   | 12    |
| 20    | 0 a 4   | 20    |

## Economia
El 2007 la població en edat de treballar era de 464 persones, 282 eren actives i 182 eren inactives. De les 282 persones actives 234 estaven ocupades (136 homes i 98 dones) i 47 estaven aturades (25 homes i 22 dones). De les 182 persones inactives 59 estaven jubilades, 41 estaven estudiant i 82 estaven classificades com a «altres inactius».

### Ingressos
El 2009 a Rocquigny hi havia 303 unitats fiscals que integraven 707 persones, la mediana anual d'ingressos fiscals per persona era de 13.099 €.

### Activitats econòmiques
Dels 22 establiments que hi havia el 2007, 1 era d'una empresa extractiva, 1 d'una empresa alimentària, 1 d'una empresa de fabricació d'altres productes industrials, 7 d'empreses de construcció, 3 d'empreses de comerç i reparació d'automòbils, 2 d'empreses de transport, 2 d'empreses d'hostatgeria i restauració, 1 d'una empresa immobiliària, 1 d'una empresa de serveis, 2 d'entitats de l'administració pública i 1 d'una empresa classificada com a «altres activitats de serveis».
Dels 7 establiments de servei als particulars que hi havia el 2009, 1 era una oficina de correu, 2 paletes, 1 guixaire pintor, 1 lampisteria, 1 electricista i 1 saló de bellesa.
Dels 2 establiments comercials que hi havia el 2009, 1 era una botiga de més de 120 m² i 1 una botiga de menys de 120 m².
L'any 2000 a Rocquigny hi havia 44 explotacions agrícoles que ocupaven un total de 2.516 hectàrees.

## Equipaments sanitaris i escolars
El 2009 hi havia una escola elemental.

## Poblacions més properes
El següent diagrama mostra les poblacions més properes.